# Titularbistum Aggersel
Aggersel war eine antike Stadt in der römischen Provinz Byzacena bzw. Africa proconsularis in der Sahelregion von Tunesien.
Aggersel  ist ein ehemaliges Bistum der römisch-katholischen Kirche und heute ein Titularbistum.
| Titularbischöfe von Aggersel |                        |                                    |               |               |
| Nr.                          | Name                   | Amt                                | von           | bis           |
| 1                            | John Selby Spence      | Weihbischof in Washington (USA)    | 17. März 1964 | 7. März 1973  |
| 2                            | Roch Pedneault         | Weihbischof in Chicoutimi (Kanada) | 10. Mai 1974  | 10. März 2018 |
| 3                            | Dennis Panipitchai SDB | Weihbischof in Miao (Indien)       | 8. Juni 2018  |               |